# 俄罗斯国家男子冰球队
俄罗斯国家男子冰球队是代表俄罗斯參加國際性男子冰球賽事的球隊。 1992年，国际冰球联合会認定蘇聯國家男子冰球隊和獨聯體國家男子冰球隊的會員資格由俄罗斯国家男子冰球队繼承。 
截至2021年，他们在國際冰總世界排名中位列第三。 截至2024年，俄罗斯队共夺得5次世界冰球锦标赛冠军和1枚冬季奥林匹克运动会冰球比赛金牌。
俄羅斯入侵烏克蘭后，国际冰球联合会于2022年2月28日宣佈禁止俄罗斯参加所有國際性的冰球比賽。 